# Dexia gilva
Dexia gilva är en tvåvingeart som beskrevs av Louis-Paul Mesnil 1980. Dexia gilva ingår i släktet Dexia och familjen parasitflugor. Inga underarter finns listade i Catalogue of Life.